# Show Yourself
《Show Yourself》 또는 《보여줘》는 2019년 디즈니 영화 겨울왕국 2의 노래이다. 이디나 멘젤과 에번 레이철 우드가 노래를 불렀고 크리스틴 앤더슨로페즈와 로버트 로페즈가 이 노래를 썼다.

## 반응
Show Yourself는 평론가들과 팬들로부터 좋은 평가를 받았다. 뉴욕 타임스는 겨울왕국의 Let It Go와 자기 수용성의 주제를 비교했다.

## 차트 성적
이 노래는 빌보드 핫 100에서 99위로 데뷔했다가 2번째 주에서 70위로 상승했다.

## 인증
| 국가                               | 인증        | 판매량/출하량 |
| ---------------------------------- | ----------- | ------------- |
| 미국 (RIAA)                        | 2× 플래티넘 | 2,000,000     |
| 판매량+스트리밍을 기반으로 한 인증 |             |               |